# Lectio selecta
Lectio selecta je způsob výběru perikop z Bible pro čtení při bohoslužbách, při němž se nebere zřetel na jejich pořadí v rámci určité biblické knihy, nýbrž jen jejich obsah. Uplatňuje se zejména o slavnostech a svátcích, jakož i ve velikonočními triduu a o nedělích v době adventní, vánoční a postní.